# علی‌اکبر شعبان‌پور
علی اکبر شعبان‌پور (زاده ۳ مرداد ۱۳۳۲ درگز) مدیر اجرایی ایرانی است، که پیشتر بعنوان مدیرعامل شرکت نفت و گاز پارس فعالیت می‌کرد.
شعبانپور دانش‌آموخته کارشناسی فیزیک از دانشگاه فردوسی مشهد است و فعالیت در صنایع نفت و گاز را از سال ۱۳۵۷ در شرکت ملی گاز ایران آغاز کرد. او در فاصله سال‌های ۱۳۸۸ تا ۱۳۹۲ به‌عنوان مدیرعامل و نایب رئیس هیئت مدیره شرکت مجتمع گاز پارس جنوبی فعالیت می‌نمود. وی سابقه فعالیت در شرکت ملی نفت ایران و شرکت مهندسی و توسعه نفت ایران را نیز در کارنامه شغلی خود دارا می‌باشد.